# Système de romanisation MLC
Le système de romanisation MLC (Myanmar Language Commission Transcription System - MLCTS) créé en 1980 est un système de romanisation du birman. C'est le système recommandé par le gouvernement pour rendre le birman dans l'alphabet latin.
Il a des similitudes avec la romanisation académique largement acceptée du pali et présente certaines similitudes avec la norme de romanisation ALA-LC de la bibliothèque du Congrès pour les publications birmanes. Le MLCTS transcrit les sons en birman formel et est basé sur l'orthographe plutôt que sur la phonologie.